# سرود پارتی راک
«سرود جشن راک» (به انگلیسی: Party Rock Anthem)؛ نام تک‌آهنگی از گروه ال‌ام‌اف‌ای‌او با همراهی لارن بِنِت و گون‌راک است که در ۲۵ ژانویه ۲۰۱۱ (‎۵ بهمن ۱۳۸۹) منتشر شد. این ترانه به عنوان اولین تک‌آهنگ از آلبوم ببخشید برای پارتی راک که در سال ۲۰۱۱ منتشر شد می‌باشد. این تک‌آهنگ در جدول‌های موسیقی ۱۲ کشور از جمله ۱۰۰ اثر برتر بیلبورد، شماره یک (نامبر وان) شد. در جدول ۱۰۰ اثر برتر بیلبورد ۶ هفته در جایگاه نخست بود. تک‌آهنگ «سرود جشن راک» هفتمین تک‌آهنگ در تاریخ تأسیس بیلبورد است که حداقل ۲۵ هفته در بین ۱۰ اثر برتر بوده است. همچنین در نروژ و ایتالیا در بین ۵ اثر برتر جای گرفت. 
این ترانه دارای سبک الکترونیکی است و در کشور آمریکا، ۴ میلیون نسخه از آن به صورت اینترنتی فروش رفته است.